# Суб'єкт (філософія)
Суб'є́кт (лат. subjectum те, що лежить внизу, перебуває в основі) з точки зору філософії — поняття, яке означає носій діяльності, що пізнає світ навколо себе та впливає на нього; людина або група осіб, культура, суспільство або людство в цілому на відміну від того, що вивчається або змінюється внаслідок дій.
Суб'єкт — це особа, або організована група осіб, соціальна, етнічна та політична спільнота, суспільство загалом, що здійснюють властиву їм діяльність, спрямовану на практичне перетворення предметної дійсності, теоретичне й духовно-практичне освоєння об'єктивної реальності; носій означених якостей, що уможливлюють виконання ним суспільно значущих функцій. Суб'єкт це той, хто здійснює якусь дію, або від кого направлена певна діяльність. І відповідно направлена ця діяльність на об'єкт.
Об'єкт — це лише та частина об'єктивної реальності, яку суб'єкт уже залучив у рамки своєї діяльності.
Різні філософські течії по-різному дивляться на суб'єкт і відводять йому різне місце. Так ідеалізм зводить суб'єкт до свідомості й заперечує його предметність. Споглядальний матеріалізм не бере до уваги активність суб'єкта.
Суб'єкт є однією з основних категорій гносеології. В її рамках суб'єкт вступає у взаємодію з об'єктом, намагаючись його пізнати, і перетворює його, створюючи корпус знань про об'єкт.
Суб'єктивізм не визнає того факту, що об'єкт існує незалежно від суб'єкту. Крайнім його проявом є соліпсизм, який стверджує, що не існує нічого поза межами власного Я тут і зараз.
Досліджуючи навколишній об'єктивний світ, суб'єкт змінюється і сам під його впливом у межах культури, яку він сформував, а отже має виразну суспільно історичну природу. Гносеологічний антропологізм заперечує таку його природу.

## У філософії Об'єднання
Поняття суб'єкта й об'єкта тут трактуються значно ширше і застосовуються не лише до стосунків «людина-річ», а й до взаємозв'язків типу «людина-людина» та «річ-річ». У рамках цього вчення виділяють чотири основні типи суб'єктно-об'єктних стосунків. Первісний тип — це вічні та універсальні стосунки, закладені в основі творіння, як-от між батьками та дітьми, Сонцем і планетами. Тимчасовий тип виникає на обмежений період, наприклад, між лектором та аудиторією, і може передбачати тимчасову зміну ролей. Перемінний тип характеризується тим, що суб'єкт та об'єкт постійно міняються місцями, як у діалозі, де співрозмовники по черзі говорять і слухають. Невизначений тип виникає, коли визначення суб'єкта й об'єкта залежить від точки зору спостерігача, як у випадку взаємодії тварин і рослин, що обмінюються киснем та вуглекислим газом.
Характеристики суб'єкта й об'єкта у філософії Об'єднання є відносними та взаємодоповнювальними: суб'єкт описується як центральний, активний, творчий, той що віддає, тоді як об'єкт — як залежний, пасивний, консервативний, той що приймає. Основою для їхньої гармонійної взаємодії, що називається «дією віддавання та приймання», є різниця в положенні, яка створює порядок. Коли два елементи займають однакове положення, замість гармонії виникає відштовхування. З цієї точки зору, хаос у сучасному світі пояснюється перетворенням гармонійних стосунків «суб'єкт-об'єкт» на конфліктні стосунки «суб'єкт-суб'єкт». Гармонійні пари називаються корелятами, і їхня взаємодія веде до розвитку, тоді як конфліктні (наприклад, у матеріалістичній діалектиці) — протилежностями, що призводять до застою або руйнації. Таким чином, відновлення порядку вбачається у поверненні до гармонійних суб'єктно-об'єктних стосунків.